# العلاقات الباكستانية الموريشيوسية
العلاقات الباكستانية الموريشيوسية هي العلاقات الثنائية التي تجمع بين باكستان وموريشيوس.

## مقارنة بين البلدين
هذه مقارنة عامة ومرجعية للدولتين:
| وجه المقارنة                                              | باكستان                     | موريشيوس                 |
| --------------------------------------------------------- | --------------------------- | ------------------------ |
| المساحة (كم2)                                             | 881.91 ألف                  | 2.04 ألف                 |
| عدد السكان (نسمة)                                         | 197.02 مليون                | 1.26 مليون               |
| الكثافة السكانية (ن./كم²)                                 | 223.4                       | 617.65                   |
| العاصمة                                                   | إسلام آباد                  | بورت لويس                |
| اللغة الرسمية                                             | لغة إنجليزية، اللغة الأردية | لغة إنجليزية، لغة فرنسية |
| العملة                                                    | روبية باكستانية             | روبي موريشي              |
| الناتج المحلي الإجمالي (بليون دولار)                      | 304.95 مليار                | 13.34 مليار              |
| الناتج المحلي الإجمالي (تعادل القوة الشرائية) بليون دولار | 946.67 مليار                | 25.36 مليار              |
| الناتج المحلي الإجمالي الاسمي للفرد دولار أمريكي          | 1.43 ألف                    | 9.25 ألف                 |
| الناتج المحلي الإجمالي للفرد دولار أمريكي                 | 4.81 ألف                    | 18.59 ألف                |
| مؤشر التنمية البشرية                                      | 0.538                       | 0.777                    |
| رمز المكالمات الدولي                                      | +92                         | +230                     |
| رمز الإنترنت                                              | .pk                         | .mu                      |
| المنطقة الزمنية                                           | ت ع م+05:00                 | ت ع م+04:00              |

## مدن متوأمة
في ما يلي قائمة باتفاقيات التوأمة بين مدن باكستانية وموريشيوسية:
- ترتبط كراتشي مع بورت لويس باتفاقية توأمة منذ 1984.

## منظمات دولية مشتركة
يشترك البلدان في عضوية مجموعة من المنظمات الدولية، منها:
| علم المنظمة | اسم المنظمة                               | تاريخ انضمام باكستان | تاريخ انضمام موريشيوس |
| ----------- | ----------------------------------------- | -------------------- | --------------------- |
|             | يونسكو                                    | 14 سبتمبر 1949       | 25 أكتوبر 1968        |
|             | وكالة ضمان الاستثمار متعدد الأطراف        | 12 أبريل 1988        | 28 ديسمبر 1990        |
|             | الأمم المتحدة                             | 30 سبتمبر 1947       | 24 أبريل 1968         |
|             | دول الكومنولث                             | ?                    | ?                     |
|             | الفريق المعني برصد الأرض                  | ?                    | ?                     |
|             | الاتحاد البريدي العالمي                   | ?                    | ?                     |
|             | البنك الدولي للإنشاء والتعمير             | 11 يوليو 1950        | 23 سبتمبر 1968        |
|             | المنظمة الهيدروغرافية الدولية             | ?                    | ?                     |
|             | الاتحاد الدولي للاتصالات                  | 26 أغسطس 1947        | 30 أغسطس 1969         |
|             | منظمة حظر الأسلحة الكيميائية              | ?                    | ?                     |
|             | مؤسسة التمويل الدولية                     | 20 يوليو 1956        | 23 سبتمبر 1968        |
|             | المركز الدولي لتسوية المنازعات الاستشارية | 15 أكتوبر 1966       | 2 يوليو 1969          |
|             | منظمة التجارة العالمية                    | ?                    | ?                     |
|             | منظمة الشرطة الجنائية الدولية             | ?                    | ?                     |

## وصلات خارجية
- موقع وزارة الخارجية الباكستانية